# Gouvernement Chan Yunis
Das Gouvernement Chan Yunis  (arabisch محافظة خان يونس, DMG Muḥāfaẓat Ḫān Yūnis) ist ein Regierungsbezirk der Palästinensischen Autonomiebehörde bzw. des Staates Palästina im südlichen Teil des Gazastreifens. Die Bezirksstadt ist die Stadt Chan Yunis. Die Bevölkerungszahl des Gouvernements stieg laut Angaben des Palästinensischen Zentralamts für Statistik von 267,294 Personen zur Jahresmitte 2007 auf 351.934 Personen im Jahr 2016. Einwohner und zum Jahr 2024 sind es Schätzungen nach 451.255 Einwohner.

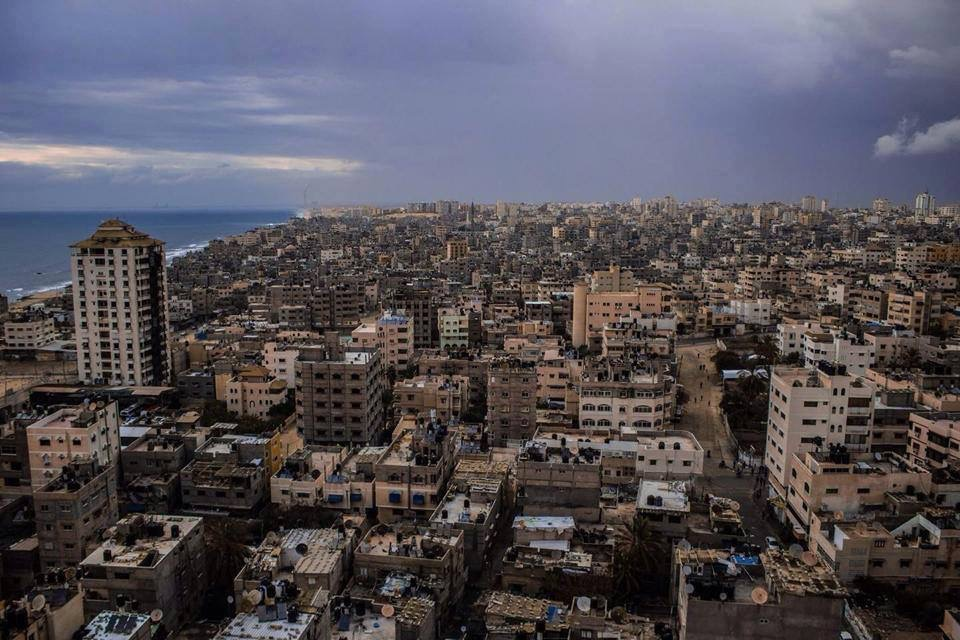
Panorama der Stadt Chan Yunis, 2018

Die Fläche ist zu 69,61 % urban und zu 12,8 % ländlich. Die restlichen 17,57 % beansprucht das Chan-Yunis-Flüchtlingslager.
Chan Yunis hat fünf Sitze im Palästinensischen Legislativrat. Nach den palästinensischen Parlamentswahlen 2006 gab es drei Hamas-Mitglieder, und zwei Fatah-Mitglieder, darunter Mohammed Dahlan.
Während des Kriegs in Israel und Gaza wurden nach Angaben von Der Spiegel unter Berufung auf Satellitendaten im Bezirk Chan Yunis 45 bis 58 % aller Gebäude und Agrarflächen zerstört (Stand Februar 2024).

## Städte, Dörfer und Flüchtlingslager
- Chan Yunis (Bezirksstadt)
- Abasan al-Kabira
- Abasan al-Saghira
- Bani Suhaila
- Chuz'a
- al-Qarara
- al-Fuchari
- Qa' al-Charaba
- Qa' al-Qurain
- Qizan an-Naddschar
- Umm Kumail
- Umm al-Kilab

## Demografie
| Ortsname          | 2017   | 2018   | 2019   | 2020   | 2021   | 2022   | 2023   | 2024   | 2025   | 2026   |
| Al Qarara         | 28659  | 29566  | 30488  | 31425  | 32376  | 33341  | 34319  | 35313  | 36320  | 37344  |
| Khan Yunis Camp   | 40691  | 41980  | 43289  | 44620  | 45970  | 47340  | 48729  | 50139  | 51570  | 53024  |
| Khan Yunis        | 202682 | 209099 | 215621 | 222251 | 228972 | 235795 | 242714 | 249741 | 256865 | 264108 |
| Bani Suheila      | 40945  | 42242  | 43559  | 44899  | 46257  | 47635  | 49033  | 50452  | 51891  | 53355  |
| A’basan al Jadida | 9179   | 9470   | 9765   | 10066  | 10370  | 10679  | 10992  | 11311  | 11633  | 11961  |
| A’basan al Kabira | 26448  | 27286  | 28137  | 29002  | 29879  | 30769  | 31672  | 32589  | 33519  | 34464  |
| Khuza'a           | 11252  | 11609  | 11971  | 12339  | 12712  | 13091  | 13475  | 13865  | 14260  | 14663  |
| Al Fukhkhari      | 6366   | 6568   | 6773   | 6981   | 7192   | 7406   | 7624   | 7844   | 8068   | 8296   |
| Khan Yunis Gov.   | 366223 | 377819 | 389604 | 401582 | 413727 | 426056 | 438557 | 451255 | 464127 | 477214 |